# Новознаменская 2-я
Новознаменская 2-я — деревня в Куюргазинском районе Башкортостана, из Кривле-Илюшкинского сельсовета
Почтовый индекс — 453367, код ОКАТО — 80 239 820 007.

## Географическое положение
Расстояние до:
- районного центра (Ермолаево): 34 км
- ближайшей ж/д станции (Мурапталово): 3 км

## История
в 2006 году объединён с селом Кривле-Илюшкино с сохранением статуса села и наименования «Новомурапталово» (Закон Республики Башкортостан от 21.06.2006 № 329-з «О внесении изменений в административно-территориальное устройство Республики Башкортостан в связи с образованием, объединением, упразднением и изменением статуса населенных пунктов, переносом административных центров», ст. 6).